# Ginjinha
La Ginjinha, chiamata anche semplicemente Ginja, è un liquore prodotto in Portogallo tramite l'infusione delle amarene (Prunus cerasus austera, in portoghese ginja) in alcool (aguardente) e aggiungendo zucchero insieme ad altri ingredienti.
La Ginjinha è servita in un bicchierino con un pezzo di frutta nel fondo (com elas) o pura senza frutta (sem elas).
È un tipico liquore del Portogallo, in particolare di Lisbona, Alcobaça, Óbidos (dove viene servita in coppette edibili di cioccolato) e dell'Algarve. Altre regioni producono ginja con denominazione di origine protetta, per esempio la Ginja Serra da Estrela.

## Stabilimenti specializzati
- Ginjinha Espinheira, fondato nel 1840 dallo spagnolo Francisco Espinheira — Largo de São Domingos, Lisbona
- Ginginha Sem Rival, fondato nel XIX secolo — Rua das Portas de Santo Antão, Lisbona
- Ginjinha Rubi, fondato nel 1931 — Rua de Barros Queirós, Lisbona
- Ginginha do Carmo, fondato nel XXI secolo — Calçada do Carmo, Lisbona

## Galleria d'immagini

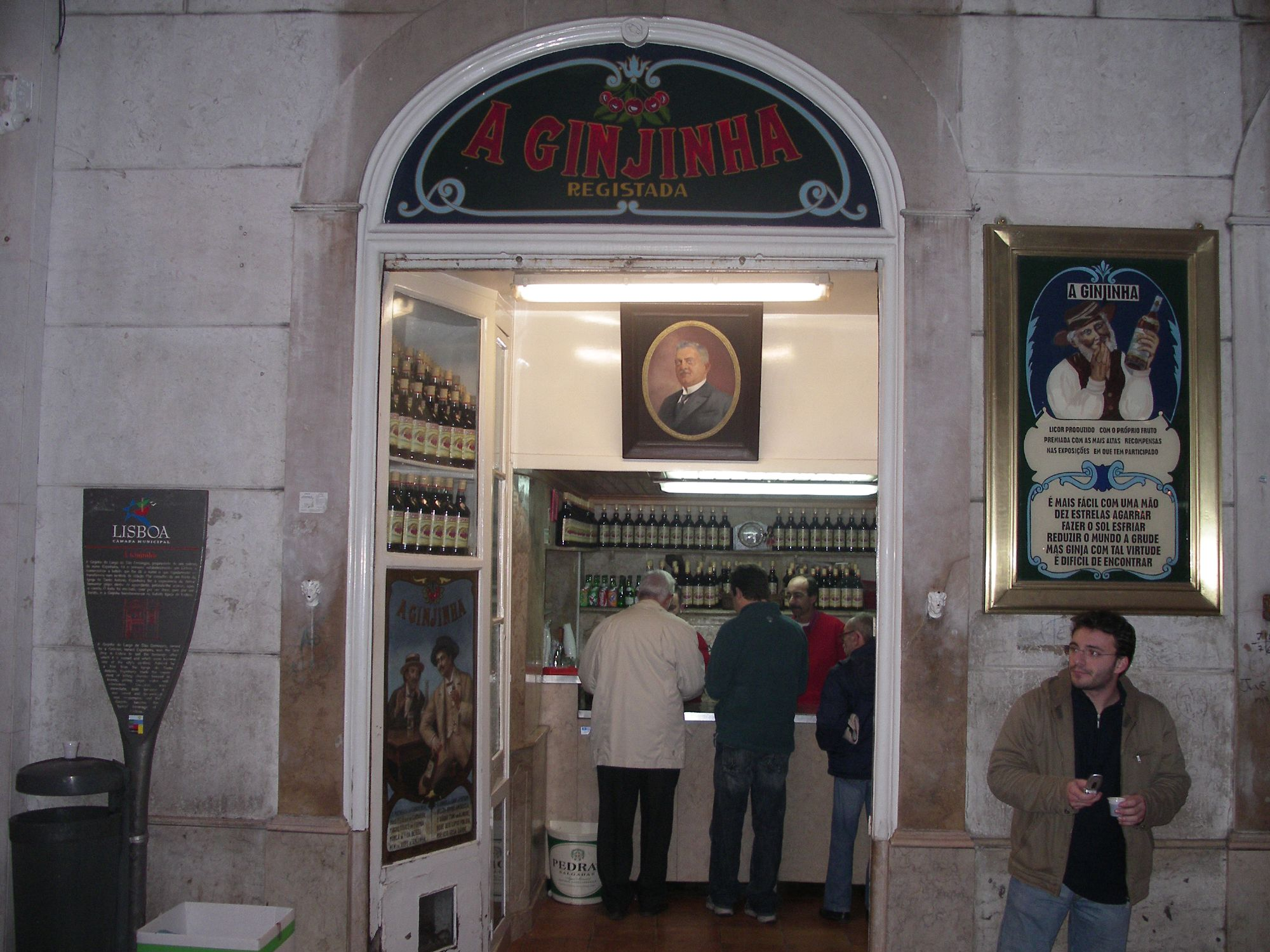
Negozio di Ginjinha - Lisbona, Portogallo
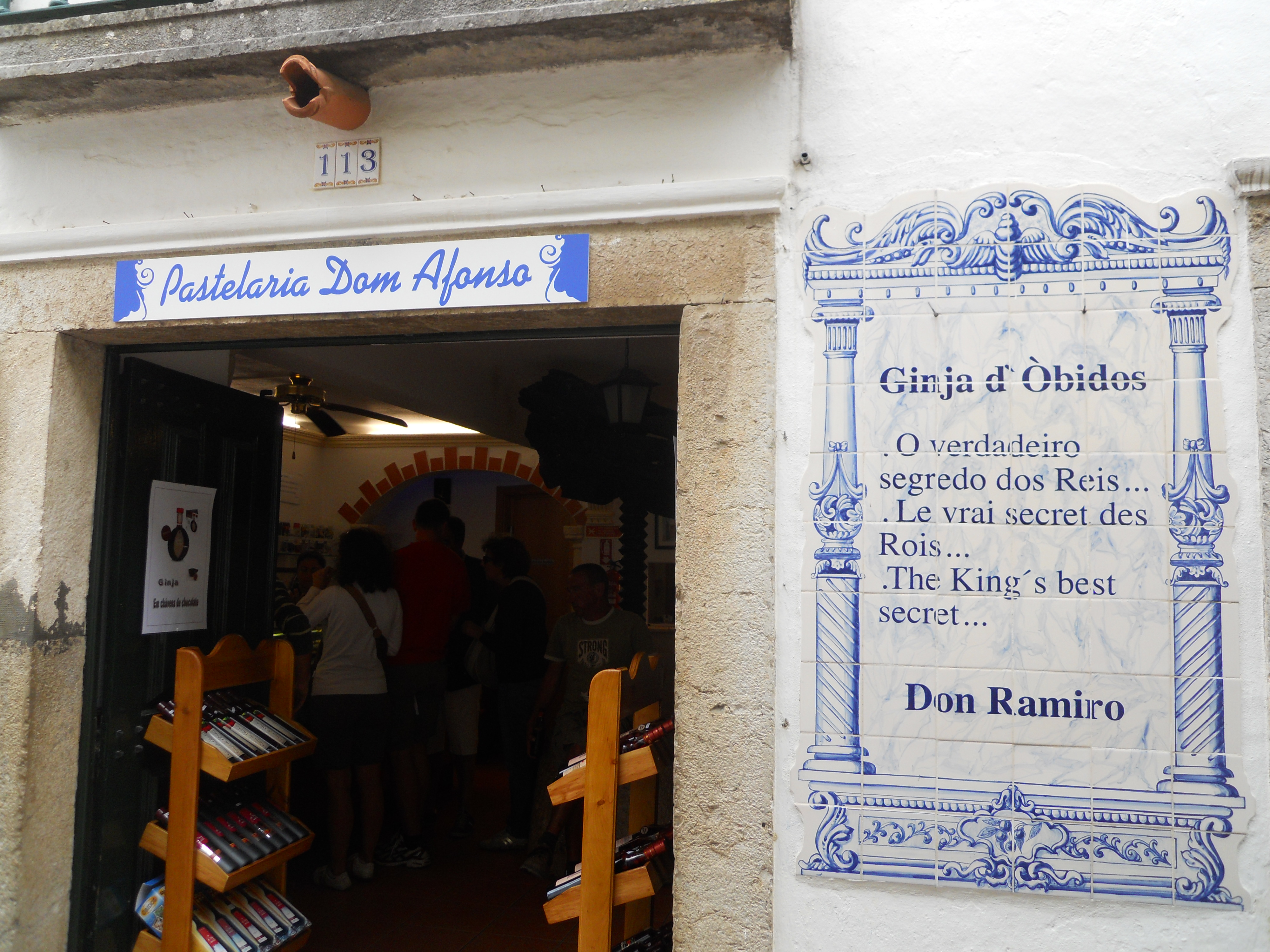
Negozio di Ginjinha ad Óbidos
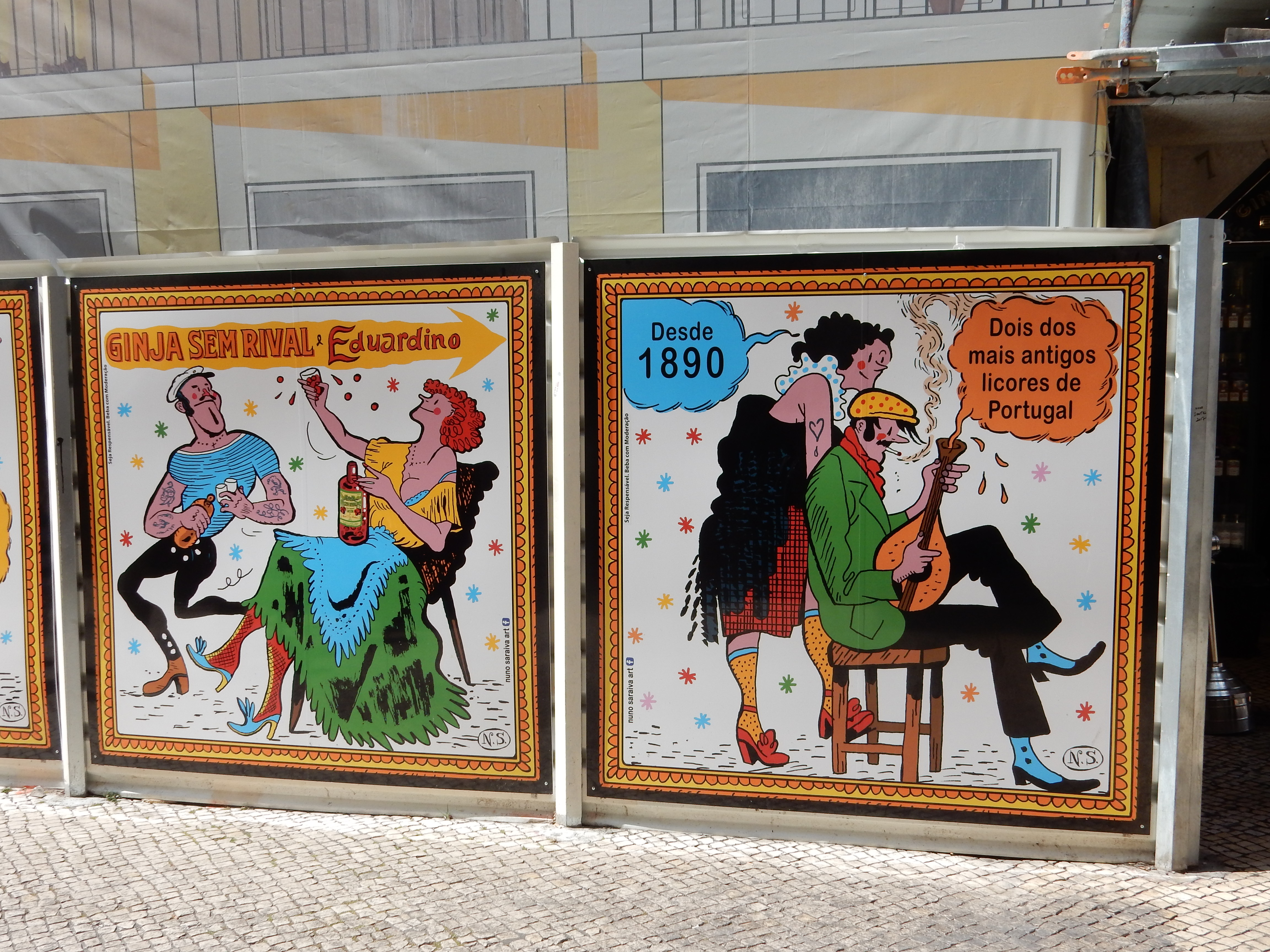
Cartellone pubblicitario Ginjinha
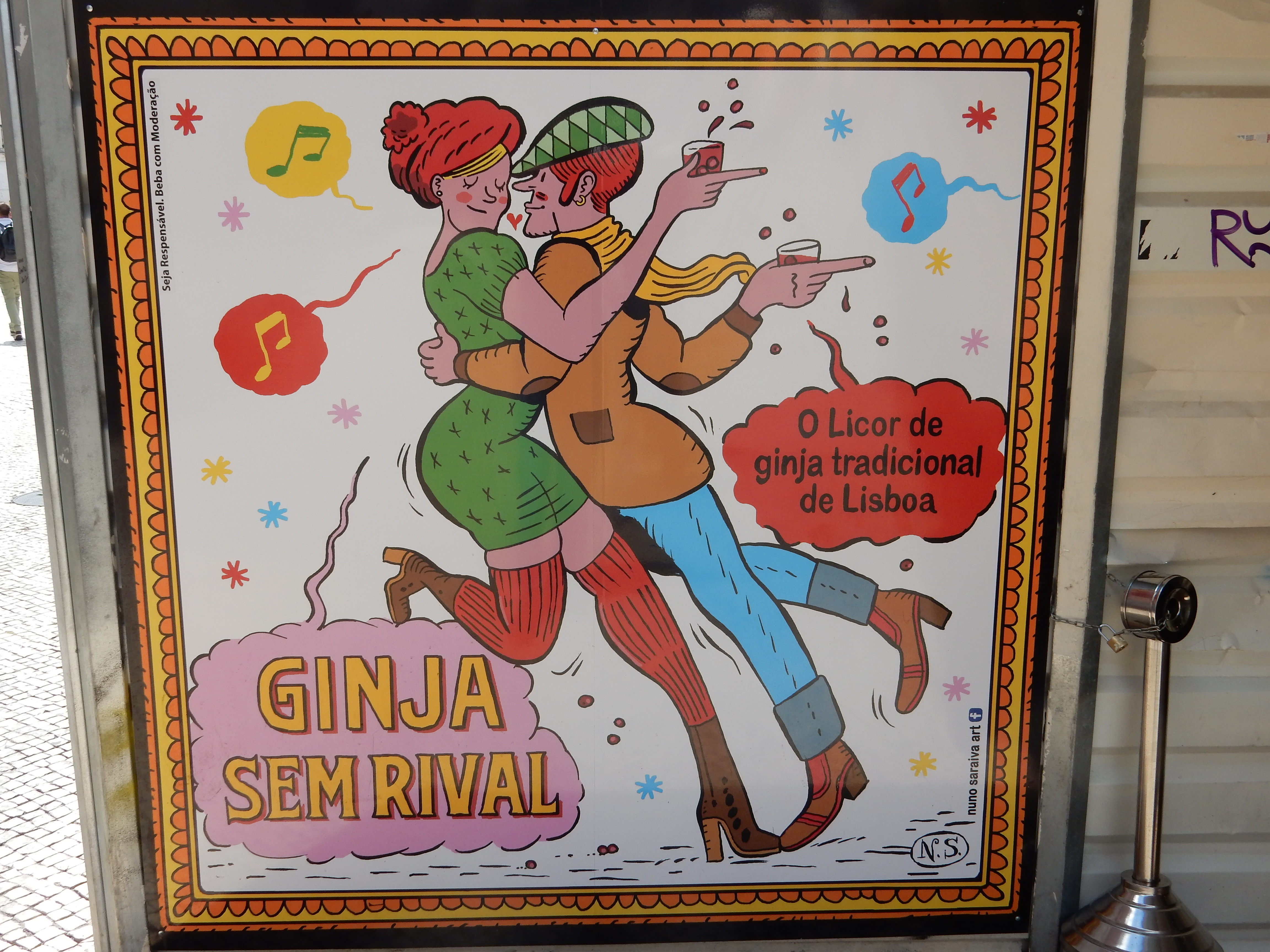
Cartellone pubblicitario a Lisbona